# Doha
Doha (arabisk:  الدوحة, tr. ad-Dawḥah eller ad-Dōḥa) er hovedstad og den største by i Qatar. Byen ligger på østkysten af halvøen Qatar ud til Den Persiske Golf. Doha har 1.186.023(2020)indbyggere, hvilket svarer til over 80 % af landets befolkning. Byen er det politiske og økonomiske centrum i landet og Qatars hurtigst voksende by. De vigtigste industrier er olie og fiskeri.

## Etymologi
Ifølge ministeriet for kommuner og miljø stammer navnet Doha fra det arabiske udtryk dohat, der betyder "rundhed" - en henvisning til de afrundede bugter, der omgiver områdets kystlinje.

## Historie
Doha blev grundlagt som Al-Bida i 1850. Byen blev hovedstad i det britiske protektorat Qatar i 1916. Al-Wajbah-fortet i den sydvestlige del af byen er opført af al-Rayyan i 1882. Ved fortet udkæmpedes det berømte slag, hvor Qatars befolkning under ledelse af Sheik Qassim besejrede osmannerne i 1893. Al-Kout-fortet opført i 1917 af Sheik Abdulla Bin Qassim Al-Thani ligger midt i byen.
I 1949 begyndte byen at eksportere olie. Regeringsbygningen, Government House, blev indviet i 1969 og anses for at være landets mest bemærkelsesværdige vartegn. I 1971 blev byen hovedstad i det nu uafhængige land Qatar. Dohas universitet åbnede i 1973. Qatars Nationalmuseum, opført i 1912 til den daværende leder, åbnede i 1975. De 15. Asiatiske Lege fandt sted i byen i 2006.

## Geografi
Doha ligger i den centrale del af halvøen Qatar, på halvøens østkyst ud mod Den Persiske Golf. Dens højde er 10 meter over havet. Doha er stærkt urbaniseret. Landindvinding ud for kysten har tilføjet 400 hektar land og 30 kilometer kystlinje. Halvdelen af de 22 km² overfladeareal, som Hamad International Airport blev bygget på, er indvundet land.

## Uddannelse
Byen er hjemsted for Qatar University og et campus for handelsskolen HEC Paris.